# Línea Meteórica Global

Línea Meteórica Global

La línea de agua meteórica global (en inglés: Global Meteoric Water Line) es una ecuación definida por el geoquímico estadounidense Harmon Craig en 1961 que indica la relación media entre las proporciones de isótopos de hidrógeno y oxígeno en las aguas terrestres naturales, expresada como media mundial.

{\displaystyle \delta \mathrm {D} =8.0\cdot \delta ^{18}\mathrm {O} +10{}^{0\!}\!/\!_{00}}

También se puede calcular la línea de agua meteórica para un área local determinada, que se utiliza como una línea de referencia en esa área. El fraccionamiento cinético hará que las proporciones de isótopos varien entre localidades dentro de esa área.  Esta relación se utiliza en el campo de la hidrología isotópica. La afirmación original del Craig es que «los enriquecimientos isotópicos, en relación al agua del océano, muestran una correlación lineal en toda el rango de las aguas que no hayan sufrido una evaporación excesiva.»